# 新興國宅社區
新興國宅社區，位於臺灣臺南市南區。為1980年代所興建的國民住宅社區，社區人口約12,000人，範圍約為中華西路以東，新孝路以南，鯤鯓路以北和利南街以西之間，面積為63.4公頃。行政區包含了南華里、南都里、開南里、彰南里、光明里和國宅里。

## 歷史
此地原為台南製鹽總廠之廢晒鹽灘用地。因為安平港及安平工業區已陸續建廠的因素，預期會引進大量就業人口。應其居住需要，台灣省住宅與都市發展局（現內政部營建署城鄉發展分署）於1975年間，為執行十二項建設之「廣設國民住宅」政策，與台南市政府協商並與財政部製鹽總廠之同意，在本區土地興建國民住宅。

### 開發歷史
- 一期國民住宅：1979~1982年，日新溪以南[2]
- 二期國民住宅：1980~1983年，日新溪以北，新建路22巷以南[3]
- 三期國民住宅：1981~1984年，新建路22巷以北，新孝路以南[4]
- 高層國民住宅：1992~1995年[5]

## 公共設施和重要地標
- 安平工業區
- 南區區公所
- 台南市政府警察局第六分局
- 臺南市立圖書館鹽埕分館
- 新興國中
- 永華國小
- 開南里活動中心
- 彰南里活動中心
- 光明里活動中心
- 明和公園
- 開南公園
- 夏都商旅
- 碳佐麻里＆誠品生活（興建中）

## 交通

### 道路
- 社區外圍主要道路
  - 中華南路
  - 中華西路
- 社區主要道路
  - 新建路
- 社區橫向連絡道路
  - 新孝路
  - 新興路
  - 新和東路

### 大眾運輸
- 大台南公車[6]

| 編號   | 客運業者 | 路線                               | 社區內停靠站                            |
| ------ | -------- | ---------------------------------- | --------------------------------------- |
| 6      | 府城客運 | 仁德轉運站－新興國宅／龍崗國小     | 明和公園－新興國宅 中華南路二段（延駛） |
| 綠17   | 興南客運 | 安平工業區－大灣－新化             | 明和公園                                |
| 藍24   | 興南客運 | 安平工業區－土城子－青草里         | 明和公園                                |
| 紅幹線 | 興南客運 | 安平工業區－仁德－關廟轉運站／龍崎 | 開南公園－新興國宅                      |

## 相片

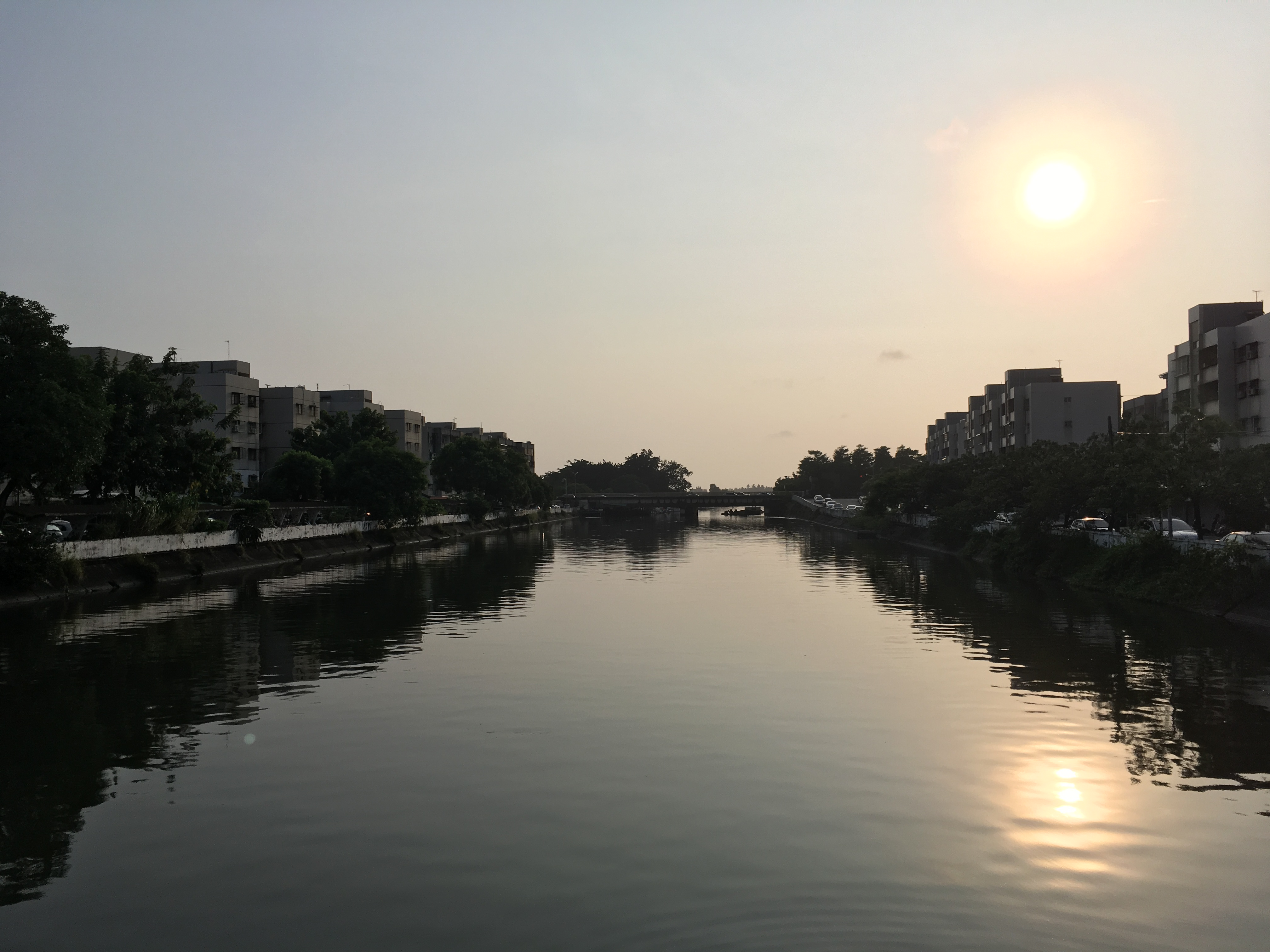
日新溪和新興國宅社區一期、二期。
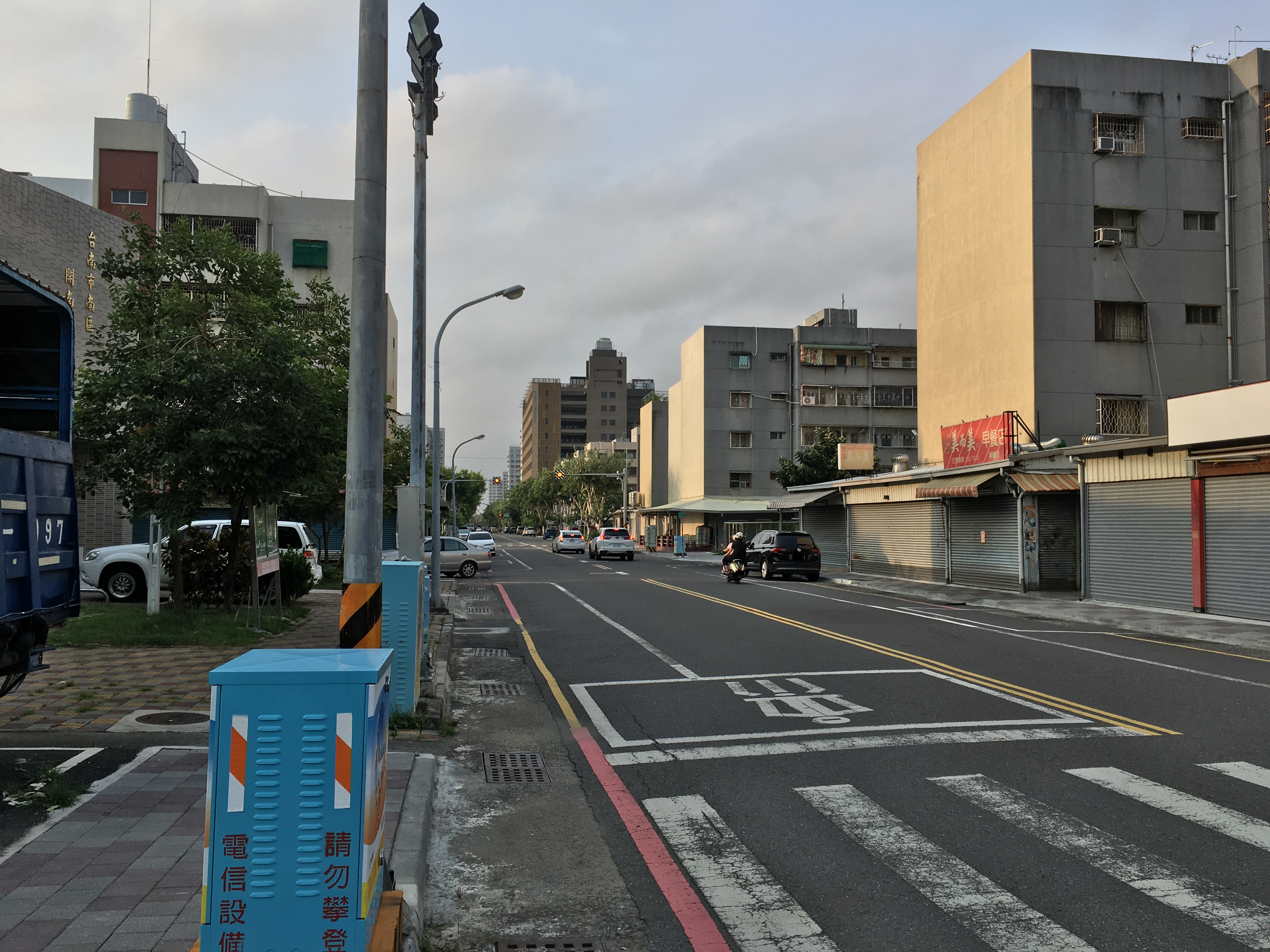
新興國宅社區一景